# Ösenkopfnadel

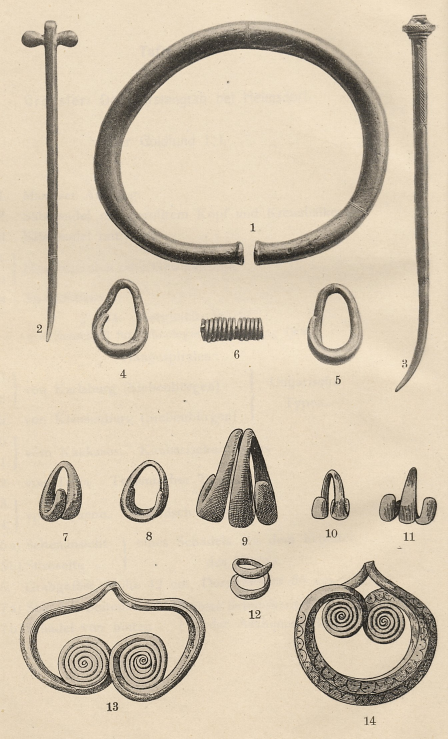
Artefakte aus dem Fürstengrab von Helmsdorf, rechts oben „Säbelnadel mit Oese“ (n. 3)

Ösenkopfnadeln, auch Aunjetitzer Nadeln, sind Gewandnadeln, die etwa zwischen 2000 und 1750 v. Chr. gebräuchlich waren. Sie sind eine Leitform der frühbronzezeitlichen Aunjetitzer Kultur, kommen aber auch in anderen Gebieten vor. Der meist konisch nagelförmige Kopf hat eine aufgesetzte Öse. Die Nadeln sind häufig säbelförmig gebogen, der Schaft kann verziert sein. Das Material war meist Bronze, seltener auch Gold, wie im Leubinger Hügel, aber auch Knochen. Sie dienten zum Befestigen der Kleidung und wurden fast ausschließlich in Gräbern oder Nekropolen gefunden, sehr selten in Regionen mit Höhensiedlungen. Die Gesamtzahl der Aunjetitzer Ösenkopfnadeln im engeren Sinne belief sich im Juni 2016 auf 449 Exemplare aus 356 Befunden.
Dabei fand sich die Nadel sowohl in Frauen- als auch in Männergräbern, und auch Kindergräber weisen Ösenkopfnadeln auf, in Mitteldeutschland immerhin vier Kindergräber. Der Anspruch auf eine derartige Grabbeigabe war offenbar erblich und spiegelt eine strenge Hierarchie innerhalb der Gesellschaft wider. Auch jüngste Kinder wurden mit ihnen ausgestattet. Nadelpaare tauchen hingegen erst ab dem 7. Lebensjahr auf. Goldene Nadeln tauchen bisher in Kindergräbern gar nicht auf. Dabei muss nicht die Nadel selbst der Statusanzeiger gewesen sein, sondern eher das Gewand, das die Nadel zusammenhielt. Wie entsprechende Korrosionsspuren erweisen, steckte die Nadel bei der Grablegung zumindest in einigen Fällen im Gewand, in das der Tote gekleidet oder das ihm beigegeben worden war.
Aus einem Grab aus Schiepzig stammt eine unverzierte Ösenkopfnadel, deren oberes Ende mit einer kittartigen Masse überzogen ist, vielleicht wurde sie als Werkzeug wiederverwendet.

## Verbreitungsgebiet
Die eigentliche Aunjetitzer Ösenkopfnadel mit getrepptem Kopf und Strichfiederung ist streng an die Aunjetitzer Gebiete in Böhmen, Mitteldeutschland und Mittelschlesien gebunden – einzelne Nadeln gelangten allerdings bis nach Südengland, Helgoland, Ungarn, Serbien und Norditalien, auch sind sie besonders häufig im südbayerischen und niederösterreichischen Gebiet vertreten. Dagegen sind Nadeln mit glattem Kopf und Rillenzier auch jenseits dieses Verbreitungsgebietes zu finden. In Sachsen-Anhalt sind innerhalb der Aunjetitzer Produktion die rillenverzierten Nadeln jünger. Die jüngeren (West-)Schweizer Ösenkopfnadeln – ebenso Imitate, wie die von Seeland – waren innerhalb dieses Kulturgeflechts von den jüngeren Ösenkopfnadeln mit Rillensegmenten inspiriert. In der Westschweiz entstanden verschiedene Eigenschöpfungen mit überlangem Schaft und originellen Kopfformen, die gelegentlich wieder in den Aunjetitzer Gebieten auftauchen. Im westalpinen Raum wurden die Nadeln in Pfahlbausiedlungen entdeckt. Die skandinavischen Nadeln, vor allem auf Seeland, wurden aus Knochen gefertigt. 
Die zahlenmäßige Dominanz Böhmens dürfte auf die zahlreichen dort auffindbaren Gräber, die mitunter ganze Nekropolen bilden, zurückzuführen sein, während etwa im Harzgebiet meist nur wenige Gräber in der Nähe der Wohnhäuser entstanden. 

## Typologie
An der Typologie der Ösenkopfnadel hat sich seit der Arbeit von Abraham Lissauer, also seit 1907, nichts Grundlegendes geändert. Er unterschied die Nadeln nach der Form ihres Kopfes, sei er getreppt oder petschaftförmig, nach der Form des Schaftes, wobei er gerade oder säbelförmige Schäfte und säbelförmige Spitzen erkannte, und der Schaftzier. Bei letzterem unterschied er Zick-zack- bzw. Fischgrätmotiv oder horizontale Strichgruppe bzw. unverzierte Formen. Franziska Knoll und Harald Meller unterschieden anhand der besagten drei Unterscheidungsmerkmale, also Kopfform, Schaftform und Zier, insgesamt sieben Typen. Die lange gebräuchliche chronologische Unterteilung in ältere unverzierte und jüngere verzierte Nadeln ist nicht mehr haltbar.
Bei der Kopfform, nach der die übergreifende Typenbildung erfolgt, werden fünf Merkmale unterschieden, nämlich Petschaft, Wulst, getreppt, die Ausformung als Öhr, schließlich eine dünne und breite Kopfplatte. Beim Schaft, dessen Form nicht an eine bestimmte Kopfform gebunden ist, unterscheidet man zwischen gerade, gekrümmt und geknickt, sowie solchen Nadeln mit säbelförmiger Spitze. Bei den Ösen erscheinen runde, trapezoid-rechteckige und dreieckige Formen. Im deutschen, böhmischen und mährischen Verbreitungsgebiet erscheinen bei deutlich über 90 % der Nadeln säbelförmige Spitzen. Nur in Polen herrscht die gerade Schaftform vor, mit etwas mehr als der Hälfte der Fundstücke. Ähnliches gilt für Südbayern, Österreich und die Schweiz. 
Für die zeitliche Einordnung ist die Länge der Nadeln ein wichtiger Indikator. Im Aunjetitzer Gebiet liegt ihre Länge zwischen 8 und 11 cm, in der Schweiz über 10 cm und bis zu 23 cm. Sie sind jünger und weisen einen verschliffenen, petschaftförmigen Kopf oder eine flache Platte auf. Bei den Ösen überwiegt die halbrunde Form; dreieckige, spitze Formen finden sich in der Westschweiz, rechteckige Ösen treten meist mit getreppten Köpfen auf. 
Schaft- und Kopfzier bilden die Varianten der jeweiligen Typen. Erstere kennen Zickzack-Ornamente und waagerechte Rillenbündel. Die Strichfiederung bei der Schaftzier (Zickzack-Ornament) konzentriert sich im Kerngebiet der Aunjetitzer Kultur, wurde zudem außerhalb imitiert. Auch die Zier des Kopfabschlusses konzentriert sich auf Böhmen. Die Strichfiederung in Form von Fischgrätmotiv oder waagrechten Reihen erscheint tendenziell früher als die Schaft- und Kopfzier aus Rillenbündeln.

## Rolle im Rahmen der Beigabensitten, Statussymbol

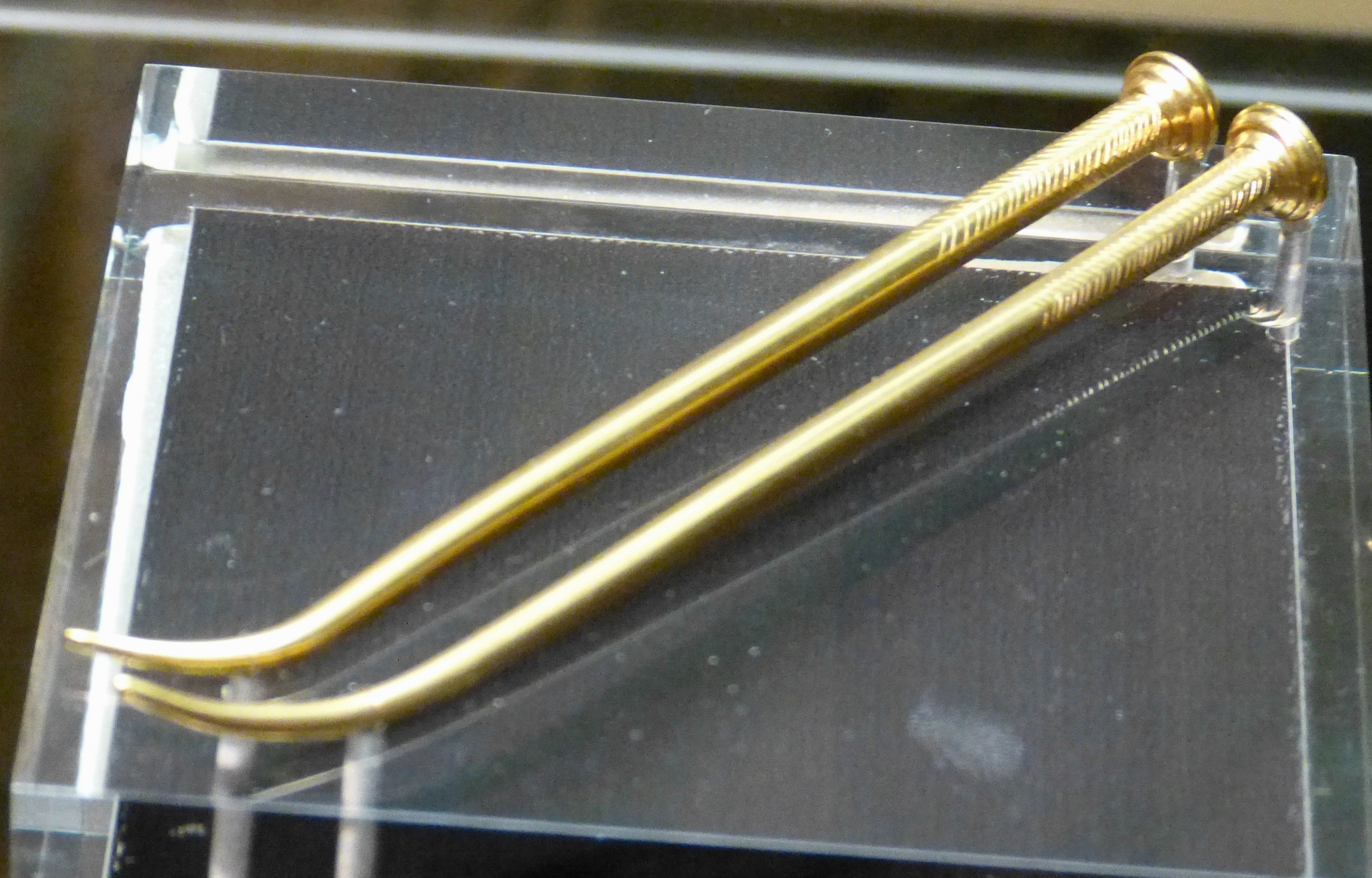
Die beiden goldenen Nadeln aus dem Leubinger Grabhügel bezeichnen ein Grab der höchsten Gesellschaftsschicht. Die paarige Beigabe war auch in den nächstniederen Grabanlagen Mitteldeutschlands üblich, dort allerdings als sehr viel leichtere goldene Schläfenringe von etwa 15 g Gewicht, oder als bronzene Nadelpaare.

Etwa ab dem 21. Jahrhundert v. Chr. spiegelt sich die etablierte, im Gegensatz zum Neolithikum nun steilere Hierarchie in der Gesellschaft auch in den Begräbnisstätten wider. Dabei lässt sich erkennen, dass die Vorgaben für die Begräbnisse sehr streng waren, um die etwa fünf bis sechs Stufen, in die sich die Gesellschaft nunmehr gliederte, auch im Begräbniswesen sichtbar zu machen. 
Dementsprechend variierte die Ausstattung von den „Fürstengräbern“ mit Goldornat, über beigabenreiche Gräber mit goldenen Schläfenringen, dann solche mit Metallbeigaben bis hin zu Gräbern mit schlichter Keramikbeigabe und schließlich beigabenlosen Bestattungen. Im Gegensatz zu den meisten anderen Metallbeigaben übergreift die Ösenkopfnadel alle Gräber oberhalb der ärmeren Grabkategorien, in denen Metall nicht vorkam. Ösenkopfnadeln aus Gold waren dabei den „Fürsten“ von Leubingen und Helmsdorf beigegeben. Während also die oberste Schicht Goldornat als Beigabe erhielt, war es in der nächstniederen nur goldener Haarschmuck. Die dritte Schicht weist eine Binnengliederung auf, denn ihre Gräber wiesen zum Teil Waffenbeigaben, meist Dolche aus Bronze auf, während andere ohne Waffen blieben. In beiden Gruppen dieser dritten Schicht tauchen nur einzelne Nadeln auf, also keine Paare. Die beiden unteren Schichten wiesen entweder Keramikbeigaben auf oder waren beigabenlos, jedenfalls erscheinen dort keine Ösenkopfnadeln. In Mitteldeutschland waren in etwa einem Viertel der Gräber mit Ösenkopfnadeln, nämlich in 21 Gräbern, diese Nadeln die einzige Grabbeigabe.

## Belege
1. ↑  Knoll/Meller, S. 284 und Anm. 9.
2. ↑  Knoll/Meller, S. 300.
3. ↑  Knoll/Meller, S. 283.
4. ↑  Andrea Moser, Ein Aunjetitzer Grab mit Bronzen aus Schiepzig, Ldkr. Saalekreis. Landesmuseum für Vorgeschichte Halle, Fund des Monats, Juli 2008. http://www.lda-lsa.de/landesmuseum_fuer_vorgeschichte/fund_des_monats/2008/juli/
5. ↑  Abraham Lissauer: Die Typenkarte der ältesten Gewandnadeln, in: Zeitschrift für Ethnologie 39 (1907) 785–831, hier: S. 791–793 und 808–813 (online).